# Bonmuti
Bonmuti is een bestuurslaag in het regentschap Kupang van de provincie Oost-Nusa Tenggara, Indonesië. Bonmuti telt 956 inwoners (volkstelling 2010).